# Covel (Virginia Occidental)
Covel es un lugar designado por el censo ubicado en el condado de Wyoming en el estado estadounidense de Virginia Occidental. En el Censo de 2010 tenía una población de 142 habitantes y una densidad poblacional de 258,62 personas por km².

## Geografía
Covel se encuentra ubicado en las coordenadas 37°29′27″N 81°19′11″O / 37.49083, -81.31972. Según la Oficina del Censo de los Estados Unidos, Covel tiene una superficie total de 0.55 km², de la cual 0.55 km² corresponden a tierra firme y (0%) 0 km² es agua.

## Demografía
Según el censo de 2010, había 142 personas residiendo en Covel. La densidad de población era de 258,62 hab./km². De los 142 habitantes, Covel estaba compuesto por el 95.77% blancos, el 0% eran afroamericanos, el 0% eran amerindios, el 0% eran asiáticos, el 0% eran isleños del Pacífico, el 0% eran de otras razas y el 4.23% pertenecían a dos o más razas. Del total de la población el 0% eran hispanos o latinos de cualquier raza.